# Hareskovbanen
Hareskovbanen är en järnvägslinje på Själland i Danmark, invigd 1906 och trafikerad med S-tåg mellan Farum och Köpenhamn, linjerna A och H. 

## Historik
Banan invigdes 1906 mellan Slangerup väster om Farum och Lygten station (København L) på Nørrebro i Köpenhamn. Lygten station var i bruk till 1976 och låg intill nuvarande Nørrebro station. Det fanns planer på att förlänga banan från Slangerup till Frederiksværk och Hundested vid Kattegatt, dit det i stället byggdes järnväg från Hillerød. År 1954 lades trafiken Slangerup-Farum ned. Det beslutades om elektrifiering från Köpenhamn till Farum 1961, men inte förrän 1977 blev det klart för S-tågen att trafikera banan.